# 科羅斯特基
49°59′24″N 27°45′20″E / 49.99000°N 27.75556°E
科羅斯特基（烏克蘭語：Коростки）是烏克蘭北部的村莊，隸屬日托米爾州的日托米爾區。該村面積22.38平方公里，海拔高度230米，2001年人口657，人口密度每平方公里29.35人。